# Scopula incalcarata
Scopula incalcarata är en fjärilsart som beskrevs av Fletcher 1958. Scopula incalcarata ingår i släktet Scopula och familjen mätare. Inga underarter finns listade.